# Camille Cabral
Camille Cabral, née le 31 mai 1944 à Cabaceiras (Brésil), est une militante et femme politique française. D'origine brésilienne, elle est la fondatrice de Prévention action santé travail pour les transgenres (PASTT) et de la coopérative Red Light. Elle est aussi la première personne trans élue en France.

## Biographie
Née dans une ferme près de Cabaceiras, dans la microrégion du Cariri oriental dans le sertão de la Paraiba, elle est la deuxième enfant d'une famille de huit frères. En 1970, Camille Cabral termine ses études en sciences médicales dans une université privée de Recife dans l'État du Pernambuco. Elle se rend ensuite à São Paulo pour effectuer un stage à l'Hospital das Clínicas. C'est à São Paulo qu'elle décide pour la première fois de s'habiller publiquement en femme.
En 1980, un voyage en France lui permet de se spécialiser en dermatologie en travaillant à l'hôpital Saint-Louis, à Paris. Elle possède la double nationalité française et brésilienne.
Selon elle, les travailleuses du sexe doivent acquérir un statut social et professionnel. Elle est aussi pour une approche globale de la lutte contre le trafic d'êtres humains et le proxénétisme qui n'aurait pas été mise en place après la promulgation de la loi pour la sécurité intérieure en mars 2003.
Elle est coorganisatrice, avec le groupe militant Les Putes (futur STRASS), de la marche des fiertés des prostituées, dite « Pute Pride ».
Camille Cabral est fondatrice de la coopérative Red Light, qui vise à créer une dynamique d'économie solidaire auprès des travailleuses du sexe afin de les rendre moins vulnérables face aux proxénètes et aux mafieux.

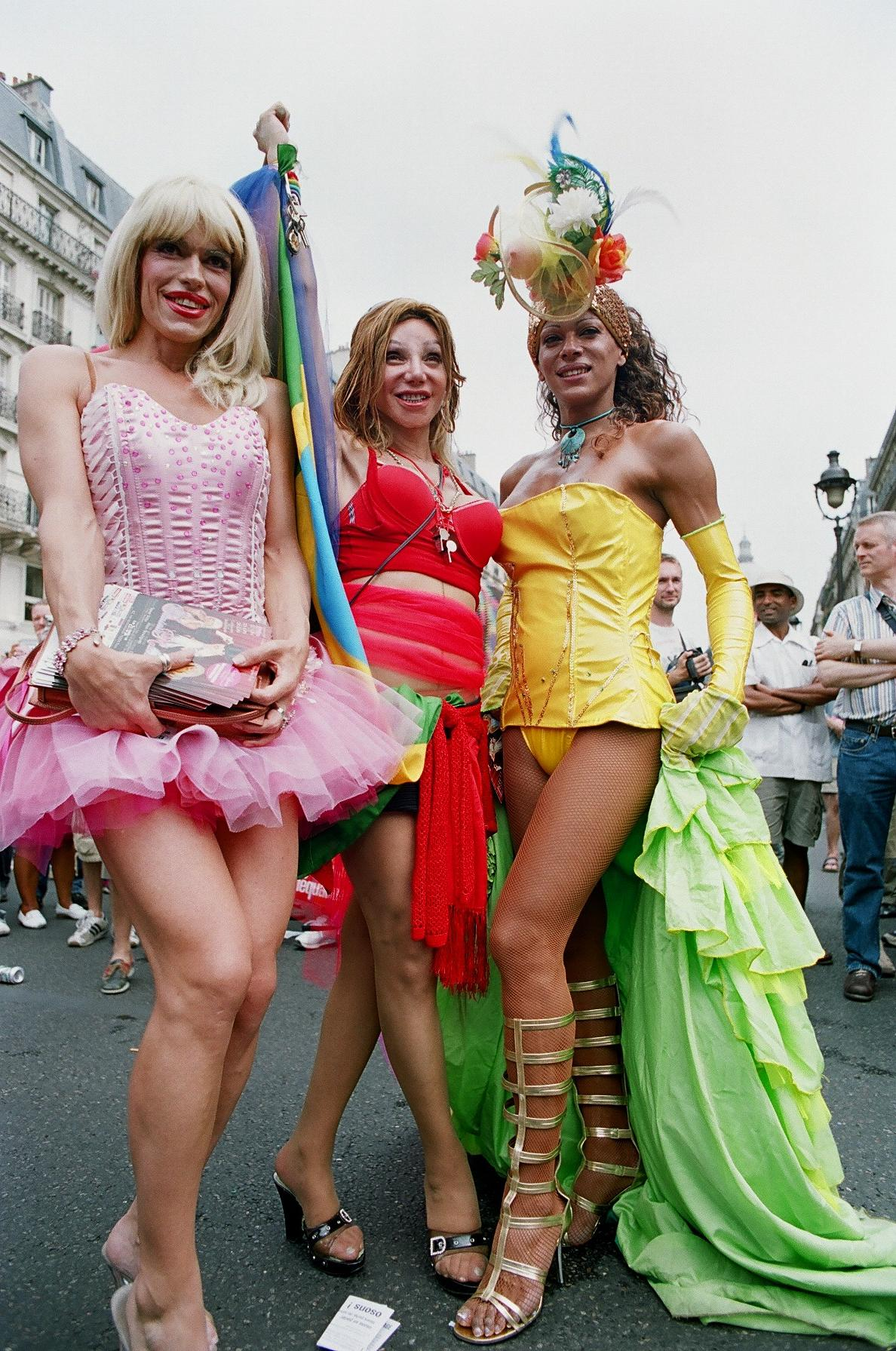
Camille Cabral (au centre) avec des militantes du PASTT à la pride de Paris en 2005.

Elle a été la première élue transgenre de la République française (sur une liste des Verts, conduite par Xavier Knowles, comme conseillère d'arrondissement dans le 17e arrondissement de Paris) de 2001 à 2008.
Lors des élections législatives françaises de 2002, Camille Cabral est candidate des Verts dans la seizième circonscription de Paris, recueillant 2,39 % des voix. Elle devient la première candidate trans à une élection législative en France, suivie par Camille Barré en 2007 puis Hélène Hardy en 2017.
Elle s'est présentée aux élections législatives françaises de 2007 comme candidate indépendante dans la cinquième circonscription de Paris, recueillant 0,78 % des voix.